# Nawabganj (dystrykt Gonda)
Nawabganj – miasto w północnych Indiach w stanie Uttar Pradesh, na Nizinie Hindustańskiej.
Populacja miasta w 2001 roku wynosiła 16 085 mieszkańców.